# Borotín (Moravia meridionale)
Borotín (in tedesco Borotin) è un comune della Repubblica Ceca facente parte del distretto di Blansko, in Moravia Meridionale.